# Preben Hertoft

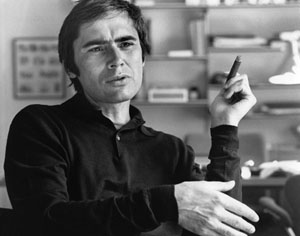
Preben Hertoft (1973)

Preben Hertoft (* 5. Januar 1928; † 26. Februar 2017) war ein dänischer Psychiater, Hochschullehrer und Sexualwissenschaftler. 
1986 gründete Hertoft am Rigshospitalet das erste medizinische Zentrum für Sexualkunde in Dänemark. Er betreute sowohl homo- als auch heterosexuelle Personen und Paare. Er war Dozent an der Universität Kopenhagen. Hertoft verstarb 2017 im Alter von 89 Jahren.